# ISO 668

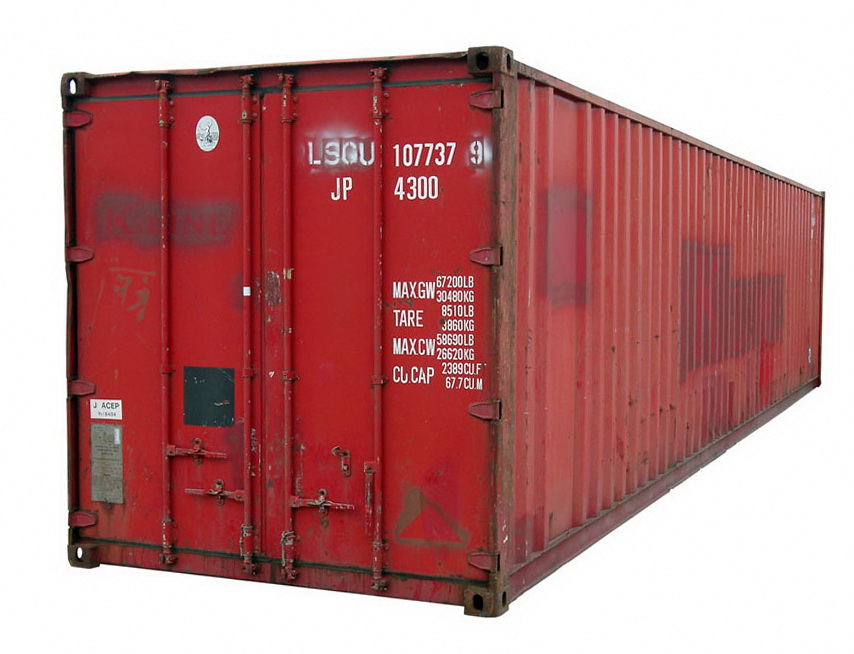
40-футовый контейнер (FEU)

ISO 668 «Контейнеры грузовые серии 1. Классификация, размеры и номинальные характеристики» — стандарт ISO, описывающий и классифицирующий серию 1 ISO-контейнеров по их внешним размерам. Он, также, определяет их грузонесущие мощности и, по необходимости, минимальные внутренние и дверные размеры.

## Обозначения контейнеров и их размеры
| Обозначение ISO | Обычное название     | Длина (внешняя)          | Высота (внешняя)    | Ширина (внешняя)  | Максимальный вес брутто |
| --------------- | -------------------- | ------------------------ | ------------------- | ----------------- | ----------------------- |
| 1A              | 40-футовый           | 12 192 мм (40 футов)     | 2438 мм (8 футов)   | 2438 мм (8 футов) | 30 480 кг               |
| 1AA             | 40-футовый стандарт  | 12 192 мм (40 футов)     | 2591 мм (8,5 футов) | 2438 мм (8 футов) | 30 480 кг               |
| 1AAA            | 40-футовый high cube | 12 192 мм (40 футов)     | 2895 мм (9,5 футов) | 2438 мм (8 футов) | 30 480 кг               |
| 1B              | 30-футовый           | 9125 мм (29 ф. 11,25 д.) | 2438 мм (8 футов)   | 2438 мм (8 футов) | 25 400 кг               |
| 1BB             | 30-футовый стандарт  | 9125 мм (29 ф. 11,25 д.) | 2591 мм (8,5 футов) | 2438 мм (8 футов) | 25 400 кг               |
| 1BBB            | 30-футовый high cube | 9125 мм (29 ф. 11,25 д.) | 2895 мм (9,5 футов) | 2438 мм (8 футов) | 25 400 кг               |
| 1C              | 20-футовый           | 6058 мм (19 ф. 10,5 д.)  | 2438 мм (8 футов)   | 2438 мм (8 футов) | 20 320 кг               |
| 1CC             | 20-футовый стандарт  | 6058 мм (19 ф. 10,5 д.)  | 2591 мм (8,5 футов) | 2438 мм (8 футов) | 20 320 кг               |
| 1D              | 10-футовый           | 2991 мм (9 ф. 8,75 д.)   | 2438 мм (8 футов)   | 2438 мм (8 футов) | 10160 кг                |
| 1E              | 6-футовый            | 1968 мм; (6 ф. 5,5 д.)   | 2438 мм (8 футов)   | 2438 мм (8 футов) | 7110 кг                 |
| 1F              | 5-футовый            | 1460 мм (4 ф. 9,5 д.)    | 2438 мм (8 футов)   | 2438 мм (8 футов) | 5080 кг                 |

## История стандарта
В первые 20 лет внедрения контейнерных перевозок, в 1950-е и 60-е использовались контейнеры различных размеров и систем крепления, например, только в США насчитывались десятки несовместимых вариантов. Крупный оператор перевозок, Matson Navigation Company, использовал 24-футовые контейнеры, а Sea-Land Service, Inc - 35-футовые. Стандартизация постепенно развивалась в результате многих договоренностей между транспортными компаниями, работающими в разных странах, а также железными дорогами Европы, США. ISO приняла четыре рекомендации, которые позволили унифицировать контейнеры по всему миру:
- Январь 1968: R-668[2][3] — определил терминологию, размеры и характеристики.
- Июль 1968: R-790 — определил идентификационную маркировку.
- Январь 1970: R-1161 — рекомендации по угловым креплениям.
- Октябрь 1970: R-1897 — установил минимальные внутренние размеры.

Рекомендация R-668 была принята в качестве стандарта ISO приблизительно в 1973 году. В 1979 году документ был издан в качестве стандарта ISO 668:1979. В 1988 году был опубликован ISO 668:1988, дополненный в 1993 году. В 1995 году был издан стандарт ISO 668-1995, дважды дополненный в 2005 году. Действующая редакция была принята в 2013 году - ISO 668:2013. Ведётся работа над первым дополнением к нему, ISO 668:2013/NP Amd 1 (черновик не публиковался).
Над стандартами контейнеров, в том числе ISO 668, работает технический комитет ISO TC 104, созданный в 1961 году. В состав комитета входит 4 рабочие группы, секретариат комитета расположен в ANSI (США).

## Типы контейнеров
Стандарт определяет несколько типов грузовых контейнеров:
- Контейнеры общего назначения
- Контейнеры особого назначения: вентилируемые, открытые сверху или сбоку, контейнеры-платформы
- Контейнеры для специальных грузов: изотермические, термоизолированные, рефрижераторные (с пополняемым хладагентом, либо с машинным охлаждением), отапливаемый контейнер, контейнеры-цистерны, контейнеры для сыпучих грузов, автомобилей, скота и т. п.[14]